# ギガプライズ
株式会社ギガプライズ（英: GIGA PRIZE CO.,LTD.）は、東京都渋谷区に本社を置くフリービットグループの通信関連子会社である。

## 事業内容
全戸一括加入型のインターネットサービスを提供している。

## 沿革
- 1997年（平成9年）2月 - 会社設立。
- 2001年（平成13年）12月 - 有償第三者割当増資によりKDDI株式会社と資本提携。
- 2006年（平成18年）
  - 7月 - プライバシーマークを取得。
  - 12月15日 - 名証セントレックスに株式を上場。
- 2007年（平成19年） 11月 - メディアエクスチェンジ株式会社（後のフリービットクラウド株式会社）と業務資本提携。
- 2010年（平成22年） 7月 - 株式会社ESPを連結子会社化[4]。
- 2012年（平成24年） 6月 - アイ・シンクレント株式会社を連結子会社化[5]。
- 2013年（平成25年） 
  - 7月 - システム開発事業をフリービット株式会社に譲渡。
  - 8月 - アイ・シンクレント株式会社の保有全株式を譲渡。
- 2014年（平成26年）
  - 5月 - 親会社のフリービットクラウド株式会社が株式会社ドリーム・トレイン・インターネットに吸収合併され、株式会社ドリーム・トレイン・インターネットの子会社となる[6]。
  - 10月 - 親会社の株式会社ドリーム・トレイン・インターネットが保有全株式をフリービット株式会社に譲渡[7]。
- 2017年（平成29年）
  - 3月 - 株式会社フォーメンバーズを連結子会社化。
  - 4月 - 株式会社ESPを吸収合併。
  - 10月 - 株式会社ギガテックを設立。
- 2022年
  - 4月4日 - 名古屋証券取引所の市場区分見直しにより、名証ネクストへ移行。
  - 10月 - 合弁会社 株式会社ＬＴＭを設立し、連結子会社化
- 2025年
  - 3月 - フリービット株式会社が出資する株式会社LERZによる株式公開買付けが成立[8]。
  - 4月 - 名古屋証券取引所ネクスト市場上場廃止[1]。

## 事業所
- 本社（東京都渋谷区）
- 紀伊田辺オフィス（和歌山県田辺市）
- 名古屋営業所（愛知県名古屋市）
- 大阪営業所（大阪府大阪市）
- 福岡営業所（福岡県福岡市）